# Olena Krasovska
Olena Krasovska (née Ovcharova le 17 août 1976) est une athlète ukrainienne spécialiste du 100 mètres haies. 

## Carrière
Dès 1995, elle est sélectionnée dans l'équipe nationale ukrainienne lors de la Coupe d'Europe des nations. En 12 s 88 elle termine 2e derrière la Russe Yuliya Graudyn et établit un record d'Europe junior. La même année elle remporte les championnats d'Europe juniors.

## Palmarès

### Jeux olympiques d'été
- Athlétisme aux Jeux olympiques de 2004 à Athènes,  Grèce
  -  Médaille d'argent sur 100 m haies

### Championnats d'Europe d'athlétisme
- Championnats d'Europe d'athlétisme 2002 à Munich,  Allemagne
  -  Médaille d'argent sur 100 m haies

### Championnats d'Europe d'athlétisme en salle
- Championnats d'Europe d'athlétisme en salle 2000 à Gand,  Belgique
  -  Médaille de bronze sur 60 m haies